# Calocypha laidlawi
Espèce
Statut de conservation UICN

 DD  : Données insuffisantes
Calocypha laidlawi est une espèce d'insectes de l'ordre des odonates (libellules), du sous-ordre des Zygoptera (demoiselles) et de la famille des Chlorocyphidae.

## Répartition
Calocypha laidlawi est endémique de la région du District de Kodagu en Inde.

## Habitat
Calocypha laidlawi apprécie les herbages très ombragés en bordure des rivières ou les souches partiellement submergées dans le lit des cours d'eau.

## Description

### Description du mâle

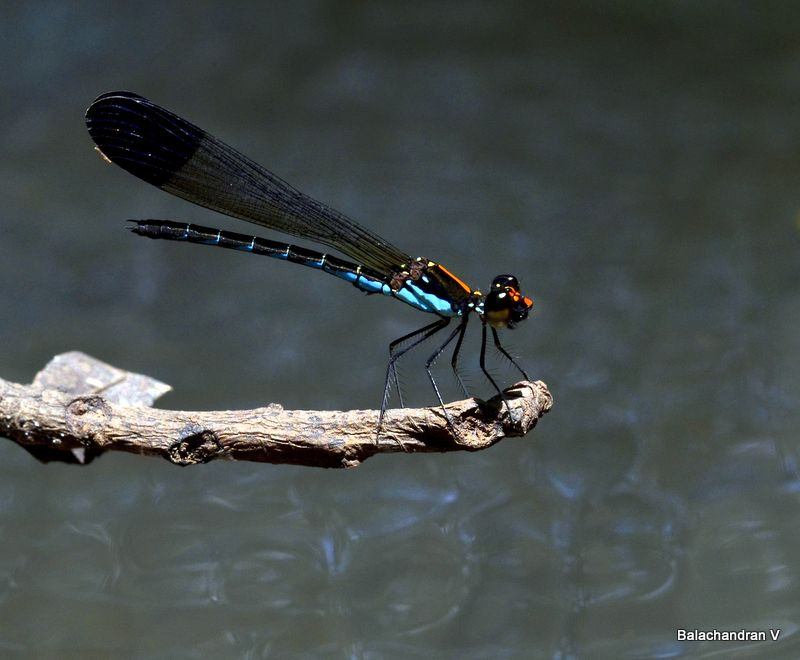
Calocypha laidlawi ♂.

Le mâle Calocypha laidlawi mesure environ 18 mm de long pour une envergure de 20 mm.
La tête est noire tachetée de vermillon. Une grande tache est située à l'apex et sur la partie dorsale des épistomes. Une paire de petits points ovales est placée à sa base et une paire de points ovales plus grands est placée derrière ceux-ci. Un point est présent de chaque côté des ocelles ainsi que des taches post-oculaires rondes.
Le prothorax est noir sans marques. Le thorax est noir avec le triangle mesothoracique vermillon brillant qui s'étend sur la longueur du dos et les côtés bleu azur. Un petit point bleu azur est présent sur la partie supérieure de la suture humérale, les terminaisons supérieures et inférieures des sutures latérales postérieures étant globalement noires.
Les ailes sont hyalines avec le tiers extérieur totalement noir. Le bord de cette partie noire est droit et clairement dessiné. La partie noire ne présente pas de zone vitreuse et apparaît d'un bleu violet métallique aux reflets de la lumière. Les pterostigma sont noirs et placés très près de l'apex des ailes, si près qu'ils s'inscrivent dans la courbure de l'apex. Les ailes sont de même longueur et de même largeur, très étroites avec les apex nettement arrondis.
Les pattes sont noires avec les deux paires de fémurs postérieurs qui présentent une surface arrière pruineuse blanche.
L'abdomen est noir marqué de bleu azur sur les côtés des segments 1 à 8. Les côtés des segments 1 à 3 sont largement bleus. Les segments 4 à 8 sont larges à la base et effilés apicalement. Les segments 3 à 8 présentent des lunules basales sud-dorsales jumelées.
Les appendices anaux sont noirs, aussi longs que le segment 9, se rétrécissant en un point. Ils sont légèrement convexes vers l'extérieur. Les appendices inférieurs font la moitié de la longueur avec de petits stylets pointus.

## Systématique
L'espèce Calocypha laidlawi a été décrite par l'entomologiste britannique Frederick Charles Fraser en 1924 sous le protonyme Calocypha laidlawi et transférée en 1928 par lui-même dans le genre Calocypha dont elle est la seule espèce. Elle est nommée en l'honneur de Frank Fortescue Laidlaw.

## Synonymes
- Calocypha laidlawi Fraser, 1924